# Microbus, Bigfellow et la Crise des domestiques
Pour plus de détails, voir Fiche technique et Distribution.
Microbus, Bigfellow et la Crise des domestiques est un  court métrage d'animation français réalisé par Robert Lortac et sorti le 27 août 1920,. 

## Synopsis
Microbus ne pouvant trouver de personnel de maison a conçu une maison électrique dont les appareils assurent les travaux domestiques. Bigfellow, son meilleur ami, vient le visiter et s'émerveille face à la machine qui convertit automatiquement un cochon en jambons et saucisses. Soudain, Bigfellow est happé par la machine qui le transforme en nourriture. Microbus inverse la machine mais elle restitue Bigfellow avec une tête de cochon. Microbus réussit heureusement dans un deuxième temps à rendre à son ami son apparence normale.

## Fiche technique
- Réalisateur : Robert Lortac et Landelle
- Société de Production : Pathé
- Durée : 10 minutes
- Métrage : 295 mètres
- Pays de production :  France
- Sujet dans Pathé Programme n°35 du 9 août 1920
- Sortie : Omnia Pathé, Paris, du 27 août 1920 au 2 septembre 1920
- Numéro de film : 8642